# Distretto di İdil

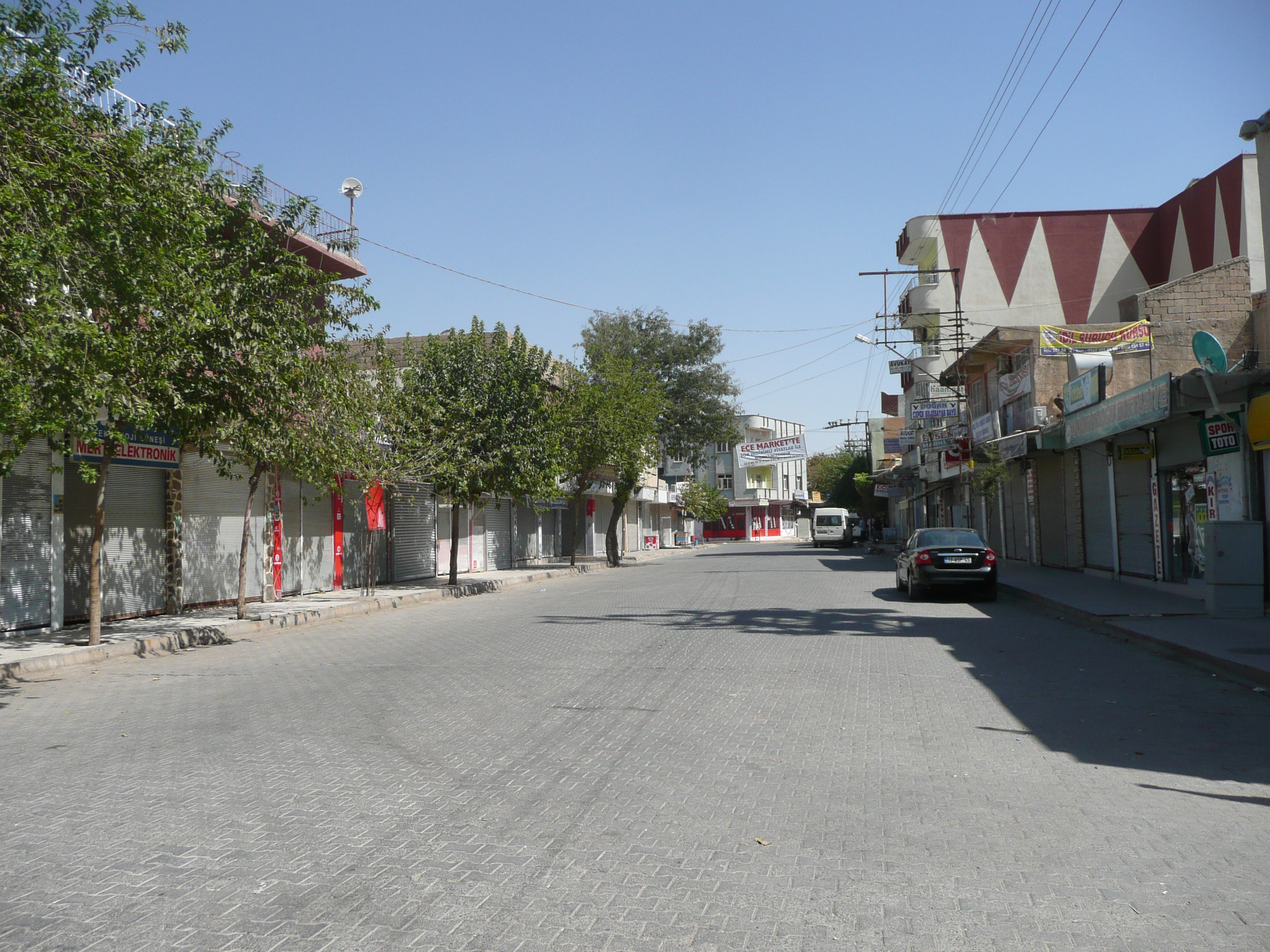
A view of İdil district

Il distretto di İdil (in Aramaico ܐܙܟ, Azech o ܒܝܬ ܙܒܕܝ, Beth Zabday, in turco İdil ilçesi) è uno dei distretti della provincia di Şırnak, in Turchia.
La città si trova nella regione storica di Tur Abdin.
Ad Azech c'è un'antica Chiesa ortodossa siriaca della Madre di Dio che risale ai primi secoli d.C.
L'antico nome Beth Zabday significa casa del dono in aramaico. Azech fu l'unica città sopravvissuta al genocidio degli Aramei. Gli abitanti aramei di questa piccola città riuscirono a difendersi durante il genocidio arameo avvenuto nel 1915. Gli aramei di Azech riuscirono a fare di Azech una fortezza impenetrabile. Fino agli anni Sessanta del XX secolo, Azech era abitata solo da Aramei.
Dopo la costruzione di basi militari francesi, gli Aramei Azech emigrarono all'inizio degli anni '30, principalmente a Derik, nel nord-est della Siria. La città fu elevata a distretto nel 1937, dopo di che il nome della città fu ufficialmente cambiato in İdil dal governo turco.

## Gente famosa
Cyril George, arcivescovo siro-ortodosso di Azech (1847†)